# Bradley (város, Maine)
Bradley város az USA Maine államában, Penobscot megyében. Lakosainak száma 1532 fő (2020. április 1.).

## Népesség
A település népességének változása:

| 2010 | 1 492 |
| 2020 | 1 532 |